# 무효등기
무효등기란 등기가 행해졌으나 그것이 실체관계에 부합하지 않아 무효로 된 경우를 뜻한다.

## 판례
- 비록 신축한 건물의 소유자가 멸실건물의 등기를 신축된 건물의 등기로 전용할 의사를 가지고 멸실된 건물등기의 표시를 신축된 건물의 내용으로 그 표시변경등기를 하였다하더라도 그 등기가 무효라는 사정에는 변함이 없다[1]
- 등기유용의 합의가 이루어지기 전에 이미 소유권이전등기를 한 등기상의 이해관계인인 을에 대한 관계에서는 실질관계를 결한 무효의 등기로 평가된다[2]
- 실질관계의 소멸로 무효로 된 등기의 유용은 그 등기를 유용하기로 하는 합의가 이루어지기 전에 등기상 이해관계가 있는 제3자가 생기지 않은 경우에는 허용된다[3]

## 무효등기의 유용
말소가 예정된 무효 등기가 있음에도 이후 등기 이유가 생길 때 무효 등기를 유효한 것으로 간주하는 것을 말한다.